# إيمغيلان العليا (الصميعة)
إيمغيلان العليا هي إحدى مشيخات المملكة المغربية، تتبع جغرافيا لإقليم تازة وإداريًا لالصميعة. يقدر عدد سكانها بـ 2340 نسمة حسب الإحصاء الرسمي للسكان والسكنى لسنة 2004.